# Fiesta de San Roque de Motta d'Affermo
La fiesta de San Roque de Motta d'Affermo (en siciliano, Santu Roccu), es una fiesta que tiene lugar en el pueblo siciliano de Motta d'Affermo. Incluye la procesión de la estatua del santo.
Se trata de un santo venido de lejos por necesidad y que ha terminado imponiéndose en la devoción de los habitantes de Motta, sustituyendo al que las fuentes oficiales indican como el verdadero patrón de la comunidad, San Luca. La primacía en el ámbito religioso y devocional alcanzada por el santo taumaturgo se confirma también en el papel que ha asumido en relación con San Sebastián, conocido como u frati cchiù nicu (el hermano más pequeño), también protector contra la peste, pero que ha quedado subordinado al Santuzzu cu cani (Santito con el perro).

## El pueblo

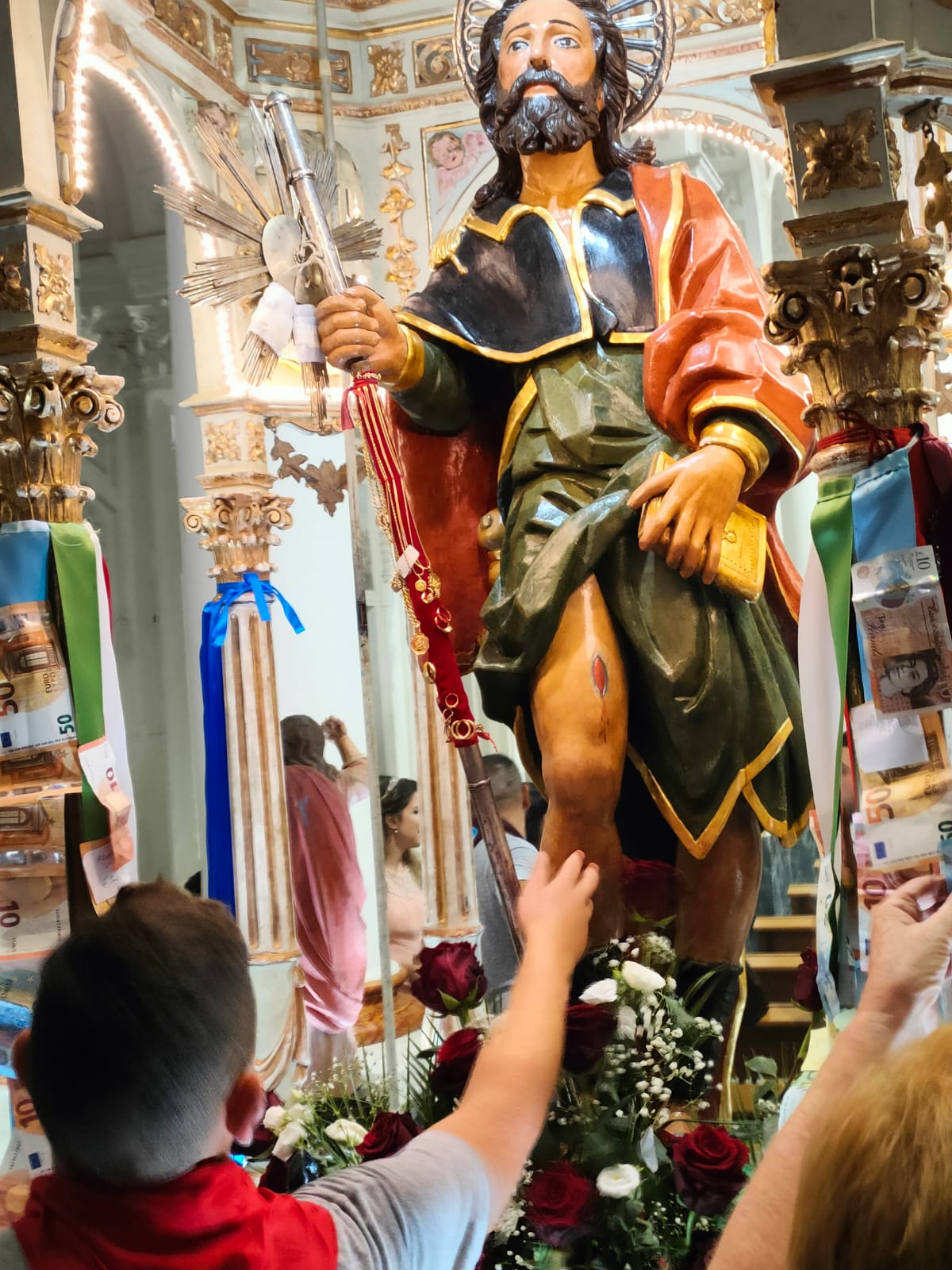
La camilla procesional de Santo Roque en la iglesia de San Roque en Motta d'Affermo

La población se encuentra en una cresta del monte S. Cuono (924 m), con vistas al valle del río Tusa. Los orígenes de la aldea, que antiguamente se llamaba Sparto por el cenobio de Santa María de Sparto, cuyos restos aún pueden verse en la zona llamada Bosco, se remontan a la época normanda, cuando el territorio fue cedido como feudo por el rey Roger II a uno de sus colaboradores. De hecho, el nombre mismo nos remite a un origen nórdico, ya que motta no era más que una colina, a menudo artificial, sobre la que se construía una fortificación, primero de madera y luego de piedra, desde la cual los descendientes de los vikingos controlaban el territorio circundante. Munzio Albamonte construyó aquí el castillo, mientras que en 1397, durante el reinado del rey Martín el Joven, la aldea de Motta di Sparto pasó a llamarse Motta di Firmo. En 1693, Gregorio Castelli, un rico banquero y comerciante genovés, compró todo el feudo de Motta, que permaneció en su familia hasta el fin del feudalismo en Sicilia (1812).

## Los orígenes del culto en Motta
Es en 1575 cuando Sicilia fue golpeada por una violenta epidemia de peste que sembró muerte y sufrimiento entre la población. La enfermedad debió golpear duramente a Motta, ya que aún hoy persiste la devoción y el reconocimiento hacia los santos Roque y Sebastian, ambos protectores contra el terrible flagelo, cuyas fiestas se celebran con solo tres días de diferencia. Sin olvidar que también en la cercana Mistretta se dedica una iglesia a San Sebastiano y se realiza una procesión muy concurrida. La intervención salvadora del santo debió ser rápida y decisiva si en ese mismo 1575, los supervivientes, finalmente liberados del "mal pestilente", decidieron erigirle el primer lugar de culto a él dedicado, el actual pequeño oratorio de San Felipe Neri, ubicado en la parte baja del pueblo, mientras que en el siglo XVII comenzó la construcción de la gran iglesia de planta basilical en la actual plaza San Rocco.

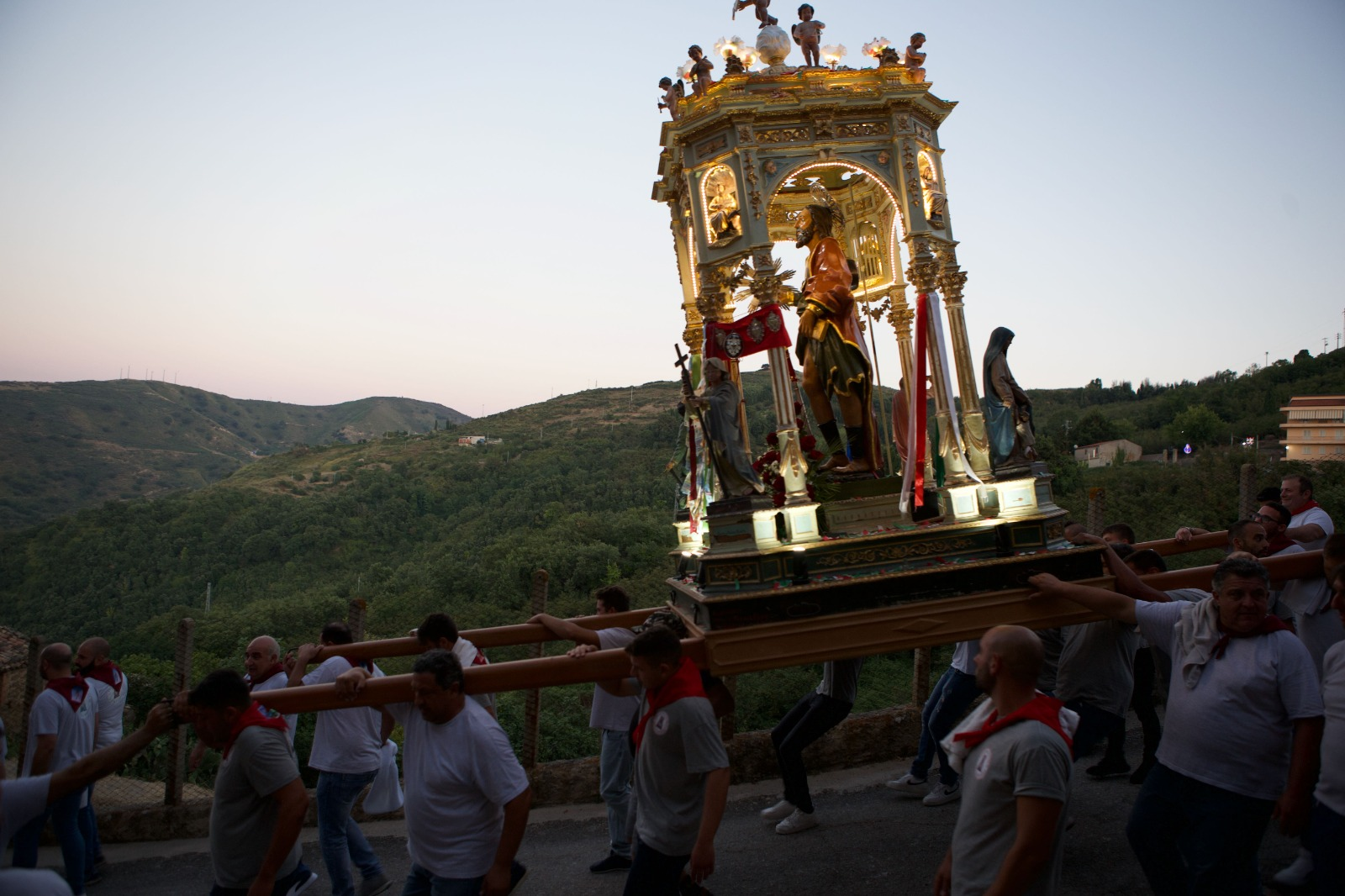
Traslado procesional de San Rocco en Motta d’Affermo.

## La fiesta

### La fase preparatoria
Las celebraciones en honor al santo comienzan el 7 de agosto con la llamada Novena, es decir, un período de nueve días de oración en preparación para la fiesta. Cada tarde, en la iglesia dedicada al santo, antes de la misa vespertina, se reza el rosario y la tradicional Novena, en la que se recuerdan los episodios de la vida del santo desde su nacimiento hasta su muerte. El 15 de agosto, la víspera de la fiesta, se dedica a la Matri a Razie, es decir, María Santísima de las Gracias, representada por una pintura y una estatua en la iglesia homónima, ubicada en la parte alta del pueblo. Por la mañana, la banda musical del pueblo recorre las calles principales anunciando el comienzo de los días festivos. Inmediatamente después, se celebran dos misas: una en la iglesia de la Virgen de las Gracias y otra en la iglesia madre. Por la tarde, se realizan juegos para grandes y pequeños, entre los que destaca el tradicional iuocu ri pignati, que tienen lugar en la céntrica plaza San Luca y entretienen a todos los asistentes. Por la noche, después de la misa en la iglesia madre, se lleva a cabo la solemne procesión en honor a María Santísima de las Gracias, con la participación de la cofradía homónima y las asociaciones religiosas parroquiales.

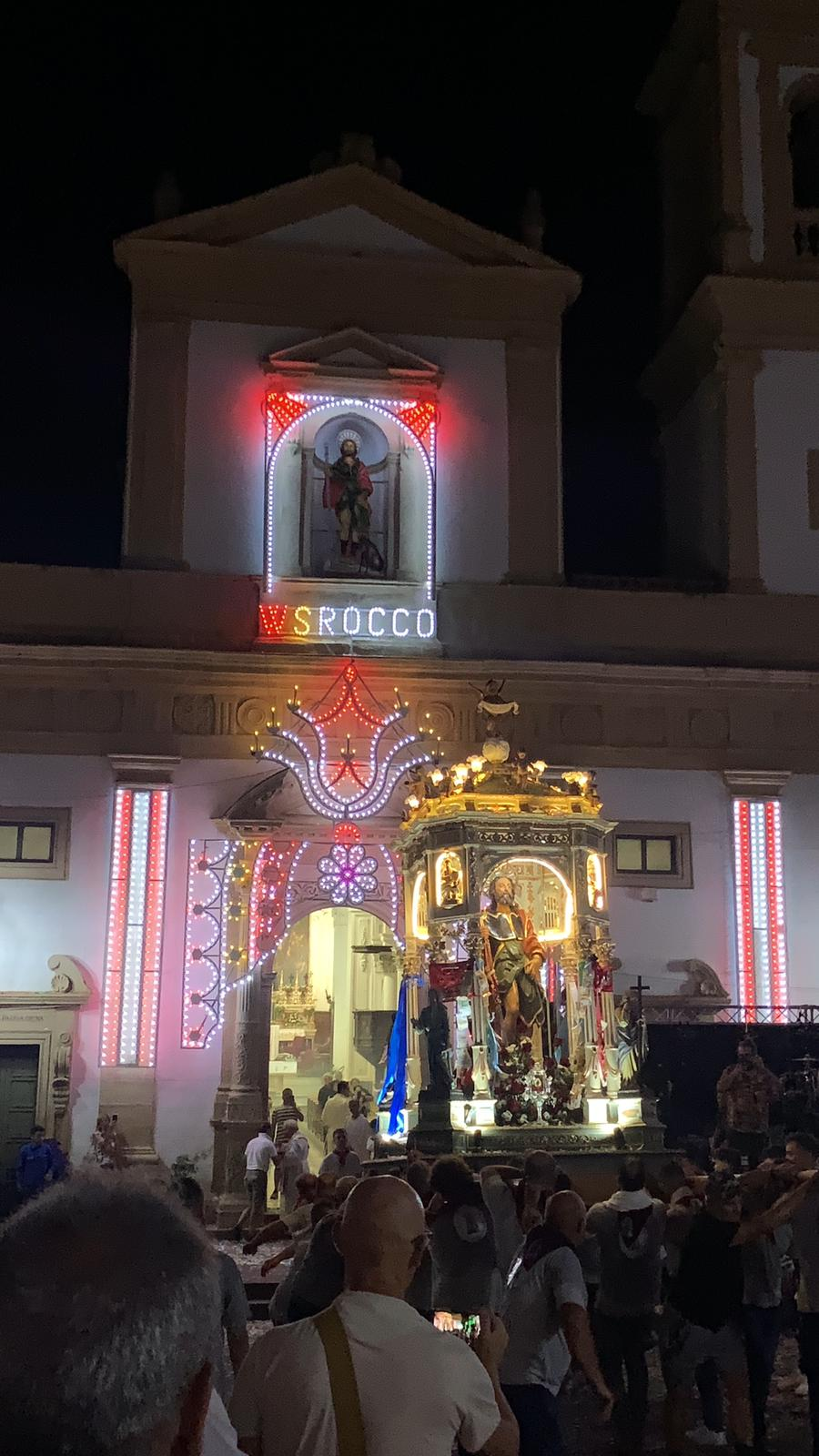
Regreso a la iglesia del fercolo de San Roque.

#### El día 16
Comienza con la celebración de la misa del Peregrino en la iglesia de San Roque, en honor a la experiencia errante del santo. La ceremonia es seguida no solo por los habitantes de Motta, sino también por fieles de pueblos cercanos, algunos de los cuales llegan a pie para cumplir una promesa. Al final de la misa, el sacerdote bendice los panes como el cucciddato -grandes panes en forma de rosquilla- o simples panecillos, que se distribuyen a los fieles. Después de la alborada, es decir, el disparo de algunos petardos, tiene lugar la procesión de miraculi, llamada así porque participan todos aquellos que han recibido gracias especiales y desean agradecer al santo. Muchos caminan descalzos, hacen ofrendas en dinero, oro o grandes velas de cera llamadas ’mmiraculi. La procesión, en la que el sacerdote lleva una reliquia del santo, concluye con el regreso a la iglesia de San Roque y la celebración de la misa solemne. Por la tarde se realiza la Calavaccata o "Cabalgata histórica", una larga fila de caballos, burros y mulas adornados con los mejores accesorios y monturas de cuero brillante, que recorren las calles del pueblo detrás de un estandarte con la imagen del santo, mientras los jinetes lanzan flores o dulces y los devotos prenden con alfileres ofrendas monetarias. La cabalgata termina en la plaza San Rocco, donde un poeta recita composiciones en dialecto y cuentos relacionados con los nciurie, apodos que indican los diferentes grupos familiares del pueblo. Luego llega el momento de la Beneficiata, una lotería en la que participan todos los asistentes. Después, se trasladan a la plaza San Luca, donde se celebran los juegos tradicionales de las Pignati y, en tiempos pasados, la carrera de sacos y el juego de la 'ntinna. Mientras tanto, todos los devotos rinden homenaje a la estatua de San Roque, colocada en su vara, decorada con flores, dinero, joyas de oro y exvotos, en el pórtico de la iglesia.                        

##### La procesión nocturna

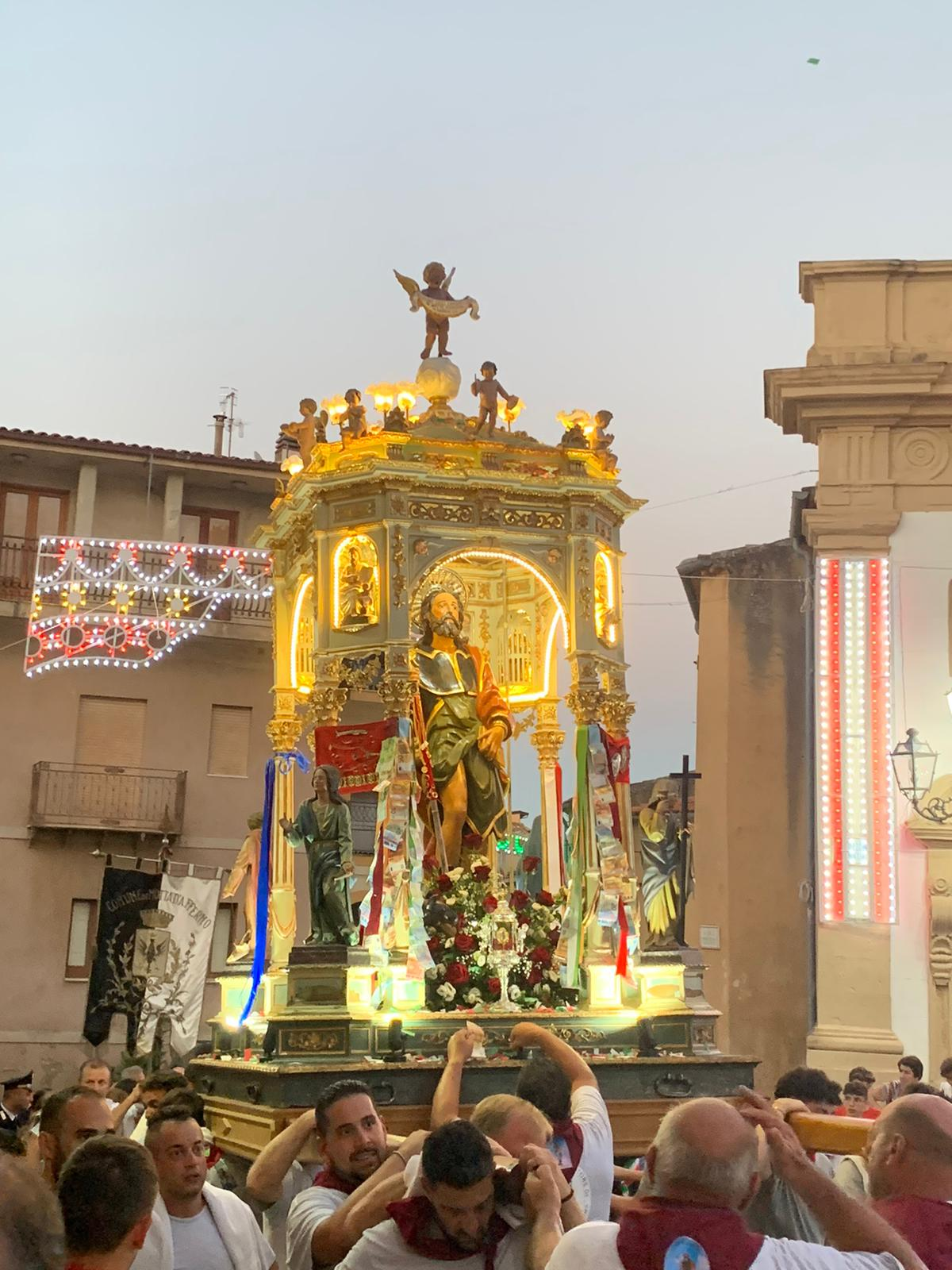

Por la noche, las autoridades civiles y militares de Motta y los pueblos vecinos se dirigen en procesión con sus estandartes a la iglesia para participar en la misa y la procesión. Al final de la misa de vísperas, comienza la preparación para la procesión. La vara espera a los portadores que la llevarán a hombros por las calles del pueblo al grito de Viva Santu Roccu. Cuando el santo cruza el umbral de la iglesia, todos los presentes aplauden mientras suenan las campanas, la banda y los fuegos artificiales anuncian el inicio de la procesión. Un momento especial en el cortejo es la Cursa ra vara en la calle San Carlos, cuando la camilla procesional es llevado rápidamente en una cadena humana formada por las manos y brazos de los portadores, que se entrelazan con los de los devotos a los lados de la empinada subida con escalones conocida como a scalunera. La procesión termina en la plaza San Roque, donde el santo realiza la abballata, momento en el que es llevado tres veces hacia adelante y tres veces hacia atrás en la entrada de la iglesia, como si quisiera despedirse de todos los que confían y devotan en él. Finalmente devuelto a la iglesia, se forman largas y ordenadas filas de fieles que rinden homenaje al Santuzzo (Santito).